# Orophea enneandra
Orophea enneandra är en kirimojaväxtart som beskrevs av Carl Ludwig von Blume. Orophea enneandra ingår i släktet Orophea och familjen kirimojaväxter. Inga underarter finns listade i Catalogue of Life.